# بحث هابل للمذنبات التي تمر بمرحلة انتقالية
بحث هابل للمذنبات التي تمر بمرحلة انتقالية (بالإنجليزية: Hubble search for transition comets)‏ كانت دراسة شارك بها علماء فلكيون هواة باستخدام مرصد هابل الفضائي. كانت هذه الدراسة هي واحدة من أصل ستة دراسات قام بها علماء فلك الهواة التي وافقت عليها ناسا.